# Família Robafaves
La Família Robafaves és un grup de gegants de Mataró que participa en les comparses de Les Santes. Està formada per en Robafaves, el cap de família; la seva dona, la Geganta; la seva filla, la Toneta i el marit d'aquesta, en Maneló, a més de tota una cort de nans que sempre els acompanyen ballant alegrement i que contrasten amb la solemnitat dels gegants.

## Història
Es té coneixement dels Gegants de Mataró des del segle xvii. El primer document escrit de Mataró on es parla de la figura dels gegants és de l'any 1683, tot i que es creu que cap allà prop del 1660 la ciutat ja disposava d'aquests elements de tradició popular catalana. Aquests primers gegants mataronins es creu que eren dos, un matrimoni, i eren propietat de la confraria parroquial de la Minerva que els treia a passejar per la processó del Corpus.

El relat del baró de Malda de l'any 1799 -un dels cronistes més importants i famosos del segle xviii català- proporciona la primera gran descripció dels gegants a la processó, on coincideixen per primera vegada els tres gegants històrics, i esmenta el nom Manueló com a fill de la parella, (un fet molt curiós i distintiu en el panorama geganter català) i l'Àliga, després d'una etapa llarga d'absència a causa de les prohibicions de les autoritats. Dels altres dos gegants no en sabem el nom, però sí que coneixem la descripció que fa d'ells el baró. Del gegant diu que porta porra, un vestit de tons blaus florejats i que té un posat majestuós. La geganta, per la seva part, anava a la moda amb una faldilla de color blau turquesa i era esvelta i presumida, mentre que el gegantó Manueló, segons el baró, tenia una retirada amb el gegant del Pi de Barcelona.

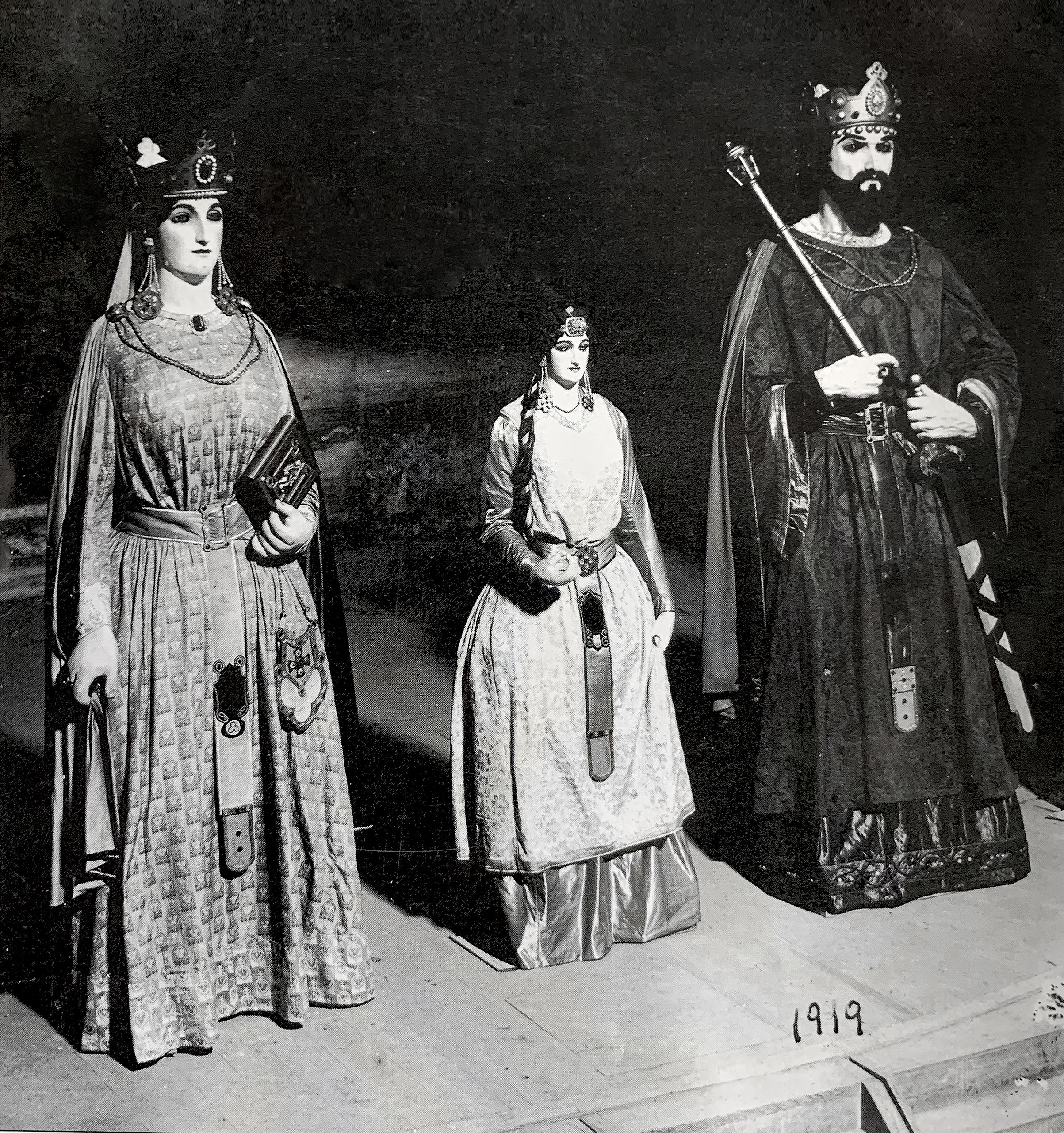
Postal antiga amb la Família Robafaves, 1919.

La darrera notícia d'aquests tres gegants de la confraria de la Minerva la trobem l'any 1808. Amb la guerra del Francès i els posteriors conflictes perdem la pista dels gegants de Mataró, que no tornen a aparèixer fins a mitjans del segle xix. L'any 1848, Mataró i un dels seus ciutadans més il·lustres de tots els temps, Miquel Biada, porten el ferrocarril a la península ibèrica i la ciutat viu dies de bonança econòmica i és el mateix consistori mataroní qui vol recuperar la figura dels gegants.
Gràcies a la concessió d'un permís especial, aquests entremesos reapareixeren per Corpus, encapçalant la processó de les Santes i tornaren a sortir per la Mare de Déu d'agost.
L'any 1853 pels carrers de Mataró només surten a passejar tres gegants, el matrimoni i la filla d'aquests, que substituirà al desaparegut Manueló i que acabarà esdevenint la Toneta. Aquests tres gegants representaven una família de la noblesa medieval i són els progenitors dels gegants que ens han arribat fins als nostres dies.
A partir de l'any 1860 els gegants de Mataró comencen a sortir en festes i celebracions cíviques a banda de les sortides de rigor religioses del Corpus i de la Diada de Les Santes. L'any 1888 trobem el primer document escrit on el cap de família dels gegants de Mataró rep el nom de Robafaves.
Ja en aquesta època els gegants portaven elements identificatius de la ciutat com l'escut i el pergamí fundacional de la ciutat. És també en aquesta època que la filla del matrimoni, la Toneta, comença a vestir a la moda, de la mateixa manera que la indumentària dels gegants anirà canviant de la mà dels canvis socials i polítics que patia Mataró i la resta de l'estat. D'aquesta manera, l'any 1883 durant la Primera República Espanyola, la Toneta sortirà a passejar amb un barret frigi.
L’any 1950 la ciutat va acollir l'enllaç matrimonial de la Toneta amb en Maneló, fill dels gegants de Terrassa. El nou membre de la família neix amb l’objectiu de recuperar el primer fill dels gegants de Mataró, en Manueló, que després de més de 100 anys torna a la ciutat, però no com a fill sinó com a gendre. El casament es va celebrar el 27 de juliol amb una gran festa.
L'any 1964 els gegants tornaran a ser remodelats per Josep Maria Diamant i Montañés, però no serà fins a la tornada de la democràcia que els gegants de Mataró recuperaren l'aparença actual amb la remodelació dels gegants petits i la restauració dels grossos pel mestre artesà de Solsona, Manel Casserras i Boix l'any 1984.
La primera dada coneguda sobre els nans de Mataró, inseparables de la família Robafaves, és de 1864 apareguda en el periòdic local Pensament Maria de la Costa de Llevant, de 26 de juliol de 1921, on reprodueix íntegre, en un article titulat Cinquanta-set anys enrere, el programa oficial de les Santes de l'any 1864: "Dia 26. En la tarde de este día después de un repique general de campanas saldrán a recorrer las calles de la población los gigantes y comparsa de enanos...". Actualment són divuit els capgrossos que entretenen al públic amb les seves corredisses i balls: el Bufó, el Pagès, la Bruixa, el Macer seriós, el Macer rialler, el Follet, el Pierrot, el Xino, la Mulata, el Comte, el Moro, en Carrau, la Vella Blava, la Vella Verda, en Patufet, en Jonàs, en Mataties i en Biada.

## Figures

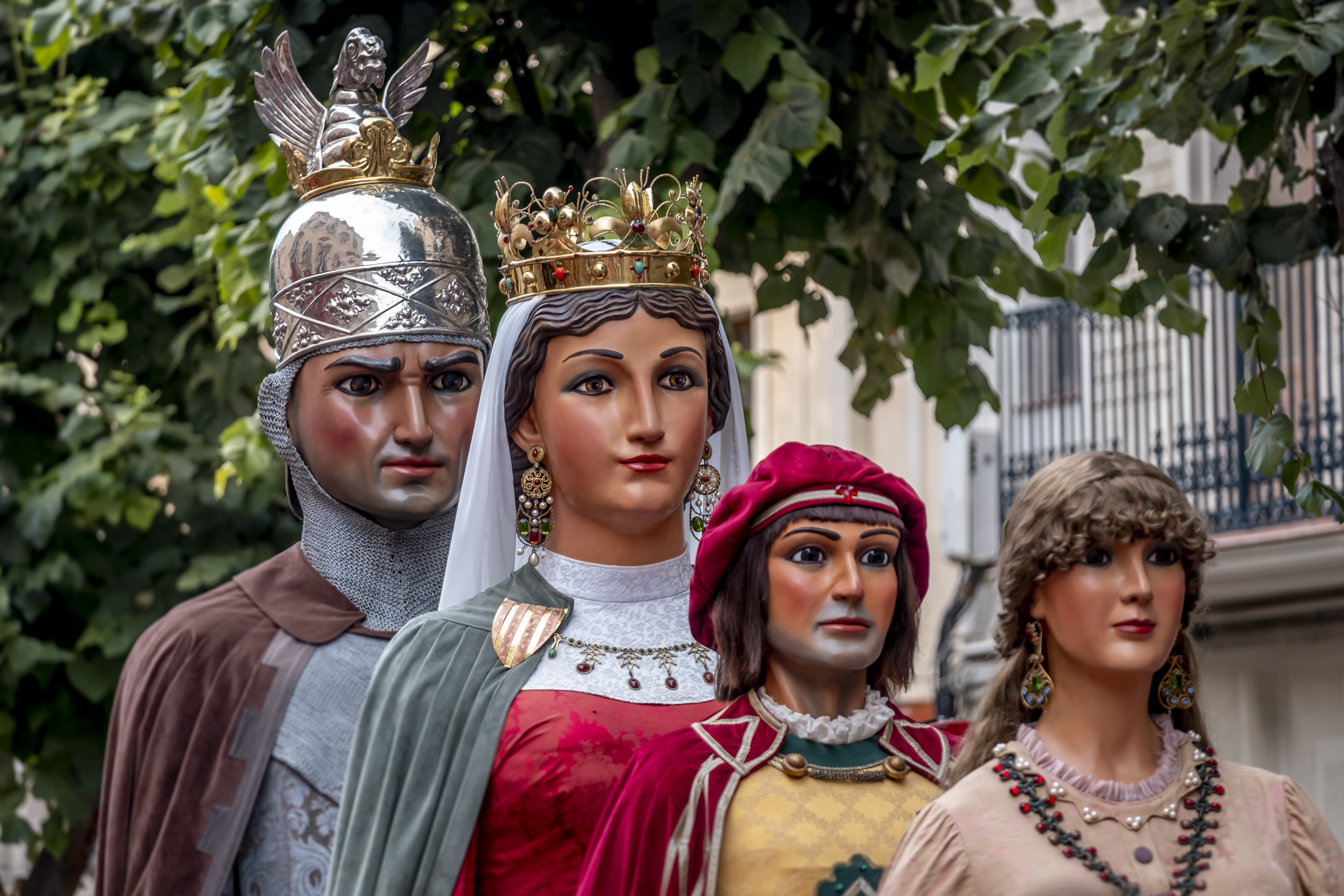
La Família Robafaves a Les Santes 2019.

En Robafaves és un gegant de rostre ferreny, alt i gros, amb indumentària de guerrer medieval (casc, capa, cota de malles, espasa...), que s'inspira en la figura i caràcter del rei Jaume I el Conqueridor. Té el pit engalanat de medalles i duu a la mà esquerra el pergamí amb el privilegi reial d'afranquiment de Mataró de 1485 conservat a l'Arxiu Comarcal del Maresme, al cinturó hi duu fermada l'espasa mentre s'agafa la capa amb la dreta.
A la Família Robafaves i als Nans els acompanya la música dels flabiolaires. Les figures també tenen uns balls propis: el ball de Grossos (en Robafaves i la Geganta), el ball de Petits (la Toneta i en Maneló), el ball de Quatre (els quatre Gegants alhora) i el ball de Nans.
Les peces són patrimoni cultural de la ciutat de Mataró, i és per aquest motiu que tenen un protocol de funcionament específic, aprovat pel Ple de l'Ajuntament. Actualment, l'Institut Municipal d'Acció Cultural és qui té cura de la seva gestió i del seu manteniment. La Família Robafaves no fa gaire sortides fora de Mataró, encara que si llueix en les diverses festes dels barris i carrers.